# Ángel López Solórzano
 Ángel Gregorio López Solórzano (Tepic, Nayarit, México; 19 de febrero de 1996) es un futbolista mexicano que juega como Mediocampista o Extremo y su actual equipo es el Club Deportivo Tudelano de la Segunda División B de España.

## Trayectoria
Inicios y Club Deportivo Guadalajara
Inició, en las Fuerzas Básicas del Deportivo Tepic en el año 2005, al tener buenas actuaciones en el año 2015 a los 19 años fue visoriado por José Luis Real, donde fue enviado a Chivas Rayadas de la Segunda División de México, para el Apertura 2015 el técnico de ese entonces José Manuel de la Torre lo llama para hacer la pretemporada con el primer equipo, sin embargo no fue registrado con el equipo y regresó a las categorías inferiores.
Para el Apertura 2017 fue visoriado por Matías Almeyda donde hizo pretemporada con el primer equipo. 
El 16 de julio de 2017 debuta con el primer equipo en el torneo Campeón de Campeones en la derrota 1-0 ante los Tigres UANL.
Club Atlético Zacatepec
El 14 de diciembre de 2017 se une a préstamo por 1 año al Club Atlético Zacatepec.
Club Deportivo Tudelano
El 5 de agosto de 2019 se hace oficial su traspaso al Club Deportivo Tudelano, en calidad de Préstamo por 1 año sin opción a compra, siendo el tercer refuerzo de cara a la temporada 2019-20 de la Segunda División B de España